# Pousada de Condeixa-a-Nova
A Pousada de Condeixa-a-Nova, também referida como Pousada de Santa Cristina e Palácio dos Almadas, é um antigo solar do século XVI que foi adaptado a pousada, situada em Condeixa-a-Nova, Portugal.
O antigo palácio que foi totalmente remodelado, insere-se na rede hoteleira Pousadas de Portugal com a classificação de Pousada de Charme.

## História do local
Precisamente, a casa solarenga onde hoje se encontra a Pousada de Condeixa era chamada, assim, de Paço dos Almadas, por esta ter pertencido à nobre família Almada, que era descendente de D. Álvaro Vaz de Almada, 1º Conde de Avranches, que morreu aí perto, ao lado do seu grande amigo D. Pedro, Duque de Coimbra.
Muito mais tarde, Lourenço Soares de Almada, pai de Antão de Almada, 7.º conde de Avranches, o aclamador de D. João IV de Portugal, foi cativo na batalha de Alcácer Quibir e quando regressou, porque Portugal encontrava-se já sob domínio filipino, decide não ficar na capital onde tinha casa, o Palácio Almada, e refugia-se aqui nesta sua quinta rural, longe das obrigações da corte que não queria acatar, com o intuito de prover à subsistência de todos os seus familiares.
A casa foi incendiada em 1811 quando da Terceira invasão francesa de Portugal, durante a Guerra Peninsular decretada por Napoleão Bonaparte, e ficou em ruínas até meados do século XIX.
Nessa altura, terá sido transformada numa hospedaria, porque se situava perto da estrada de passagem e de ponto de muda da malaposta.
Em Abril de 1853, António Egipcio Quaresma Lopes de Vasconcelos, Presidente da Câmara de Condeixa em 1890, adquiriu ao 3º conde de Almada e recuperou este mesmo paço de acordo com a sua traça antiga, onde colocou o brasão de armas de seu ascendente José António Quaresma Lopes.
Depois , António Quaresma Lopes Bacelar de Vasconcelos, seu neto e igualmente Presidente da Câmara de Condeixa em 1919, vendeu-o em 1937 ao Dr. Cândido de Sotto-Maior. Este tinha como objectivo instalar ali um lar de idosos. Porém, devido à morte prematura e inesperada do adquirente, o projecto nunca viu a luz do dia. O Príncipe Félix von Lichnowsky, na sua memória "Portugal, Recordações do Ano de 1842", dedica-lhe uma referência.

## A Pousada
A Pousada foi inaugurada em 1993 e tem um total de 45 quartos.
Tem piscina exterior, campo de ténis e um vasto jardim.
A Rua Francisco de Lemos, que lhe dá acesso, chamava-se Rua de São João e esta designação tinha a ver com o facto de nela ter existido uma capela dedicada a São João pertencente a este antigo paço dos Almadas.
Condeixa-a-Nova encontra-se a cerca de 15 km de Coimbra e a 3 km das Ruínas Romanas de Conímbriga.